# LKAB

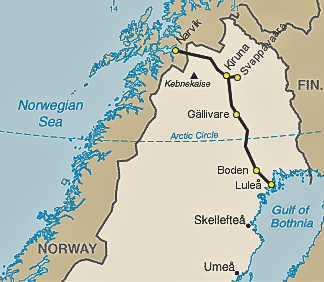
A vasútvonal térképvázlata Kirunától Narvik és Luleå kikötők felé

A Luossavaara Kiirunavaara Akktiebolag (rövidítve: LKAB) egy svéd bányatársaság, melyet 1890-ben alapítottak.
A vasérc iránti világpiaci igény növekedése az LKAB-t arra ösztönözte, hogy a meglévő 9 mellé további 4 azonos MTAB IORE iker-villamosmozdonyt rendeljen Bombardiertől. LKAB tárgyalások után 2007 augusztusában Bombardier Transportationnal aláírta a szerződést négy további IORE-ikermozdony szállítására. LKAB a két érchegyről (Lazachegy és Hófajdhegy) kapta a nevét, melyek között Kiruna város fekszik. Először 1888-ban építettek Luleától Malmbergetbe és Gällivare-ba ideiglenes vasutat, a teljes 536 km hosszú szakasz Luleå–Narvik között 1902-en készült el. LKAB „Európa fő bányája” nem csak alacsony foszfát tartalmú vasércet termel, hanem öt acélnemesítő üzemében szinter-finomércet és kétfajta pelletet is gyárt. A pelletek égetett centiméter nagyságú magas vasérc tartalmú és azonos minőségű golyók.
A LKAB 2022-ben Kiruna térségben nagy ritkaföldfém-lelőhelyet fedezett fel, a kitermelést azonban legkorábban csak 10-15 év múlva kezdhetik el.

## Bányák

### Malmberget
- Malmberget

### Kiruna
- Kiirunavaara
- Luossavaara
- Tuolluvaara
- Haukivaara
- Nuktusvaara
- Henry
- Rektorn
  - Per Geijermalmen (tervezett)

### Svappavaara
- Leveäniemi
- Gruvberget
- Mertainen

### További
- Viscaria koppargruva
- Seqi, Grönland
- Purnu
- Masugnsbyn

## Leányvállalatok
- LKAB Berg & Betong AB
- LKAB Fastigheter AB
- LKAB Kimit AB
- LKAB Malmtrafik AB
- LKAB Mekaniska AB
- LKAB Minerals AB
- LKAB Nät AB
- LKAB Wassara AB
- Bergteamet AB, 75 %